# Erradicación del sufrimiento
La erradicación o abolición del sufrimiento es el concepto de utilizar la biotecnología para crear una ausencia permanente de dolor y sufrimiento involuntario en todos los seres sintientes.

## Biología y medicina
El desarrollo de la anestesia moderna en el siglo XIX fue un avance temprano en la eliminación del dolor durante la cirugía, pero su aceptación no fue universal. Algunos médicos de la época creían que la anestesia era una intervención artificial y dañina en la respuesta natural del cuerpo a una lesión. Desde entonces, la oposición a la anestesia se ha disipado; sin embargo, la perspectiva de erradicar el dolor plantea preocupaciones similares sobre la interferencia con las funciones naturales de la vida.
Las personas que son naturalmente incapaces de sentir dolor o sensaciones desagradables debido a condiciones peculiares y poco frecuentes como la asimbolia al dolor o la insensibilidad congénita al dolor han sido estudiadas para descubrir las razones biológicas y genéticas de sus vidas sin dolor. En 2019, se informó que una mujer escocesa con una mutación genética no informada previamente en un pseudogén FAAH (denominado FAAH-OUT) con niveles elevados de anandamida resultantes era inmune a la ansiedad, incapaz de experimentar miedo e insensible al dolor. Las frecuentes quemaduras y cortes que tenía debido a su hipoalgesia total se curaban más rápido que el promedio habitual.

En 1990, Medical Hypotheses publicó un artículo de L. S. Mancini sobre la «ingeniería genética de un mundo sin dolor»:
Se presenta una hipótesis en el sentido de que todo lo adaptativo que se puede lograr con una mente capaz de experimentar diversos grados tanto de placer como de dolor (la condición humana tal como la conocemos) podría lograrse con una mente capaz de experimentar solo variables grados de placer.
El desarrollo de técnicas de edición de genoma como CRISPR ha planteado la posibilidad de que «los científicos puedan identificar las causas de los poderes físicos inusuales de ciertas personas y emplear la edición de genes para otorgárselos a otras». El genetista George Church ha comentado sobre el futuro potencial de reemplazar el dolor con un sistema sensorial indoloro:
Me imagino cómo sería esto en otro planeta y en el futuro, y... dado ese futuro imaginado, si estaríamos dispuestos a prueba de reversión|volver a donde estamos ahora. En lugar de decir si estamos dispuestos a seguir adelante... pregunta si estás dispuesto a volver.

## Ética y filosofía
Los especialistas en ética y los filósofos de las escuelas del hedonismo y el utilitarismo, especialmente el utilitarismo negativo, han debatido los méritos de erradicar el sufrimiento. El filósofo transhumanista David Pearce, en The Hedonistic Imperative (1995), argumenta que la abolición del sufrimiento es tanto técnicamente factible como una cuestión de urgencia moral, afirmando que: «Se predice que la última experiencia desagradable del mundo será precisamente un evento fechable».
El filósofo Nick Bostrom, director del Future of Humanity Institute, aconseja un enfoque más cauteloso debido a la función del dolor para proteger a las personas del daño. Bostrom apoya, sin embargo,  la idea central de utilizar la biotecnología para deshacerse de «una gran cantidad de sufrimiento innecesario e inmerecido». También se ha argumentado que la erradicación del sufrimiento a través de la biotecnología puede tener consecuencias no deseadas, y se ha argumentado que el transhumanismo no es la única filosofía digna de consideración con respecto a la cuestión del sufrimiento: muchas personas ven el sufrimiento como un aspecto en una comprensión dualista del funcionamiento psicológico y físico, sin el cual no podría existir el placer.

## Bienestar de los animales
En 2009, Adam Shriver sugirió reemplazar los animales en los establecimientos industriales con animales modificados genéticamente con una capacidad reducida o nula para sufrir y sentir dolor. Shriver y McConnachie argumentaron que las personas que desean mejorar el bienestar animal deberían apoyar la edición de genes, además de las dietas basadas en plantas y la carne cultivada.
Katrien Devolder y Matthias Eggel propusieron la edición de genes en la experimentación con animales para eliminar el dolor y el sufrimiento. Este sería un paso intermedio para finalmente detener toda experimentación con animales y adoptar alternativas.
Con respecto al sufrimiento de los animales salvajes, se ha sugerido que los  impulsores genéticos basados en CRISPR serían una forma rentable de propagar alelos benignos en especies que se  reproducen sexualmente. Para limitar la propagación indefinida de los impulsores genéticos (para programas de prueba, por ejemplo), el grupo Sculpting Evolution del MIT Media Lab desarrolló una forma agotable de impulsores genéticos basada en CRISPR llamada «impulsor en cadena». Para los posibles efectos adversos de un impulsor genético, «se han propuesto y/o desarrollado varios mecanismos genéticos para limitar o eliminar los impulsores genéticos, incluida la resistencia sintética, los impulsores de reversión y los impulsos de reversión de inmunización».

## Otras lecturas
- Kianpour, Connor; Paez, Eze (16 de febrero de 2021). «Red in Tooth and Claw No More: Animal Rights and the Permissibility to Redesign Nature». White Horse Press 31 (2): 211-231. doi:10.3197/096327121X16081160834777.
- Paez, Eze (1 de abril de 2020). «A Kantian ethics of paradise engineering». Analysis (en inglés) 80 (2): 283-293. ISSN 0003-2638. doi:10.1093/analys/anz077.
- Waxman, Stephen G. (2018). Chasing Men on Fire: The Story of the Search for a Pain Gene. Cambridge, MA: The MIT Press. ISBN 9780262037402.
- Pearce, David (2017). Can Biotechnology Abolish Suffering?. North Carolina: The Neuroethics Foundation. ISBN 9781386842149.

- Datos: Q96377350